# شهرستان قاش
شهرستان قاش (به عربی: محلیة القاش) یک منطقهٔ مسکونی در سودان است که در کسلا واقع شده‌است.